# 格里若 (马塞杜-迪卡瓦莱鲁什)
格里若是葡萄牙布拉干萨区的一个堂区。总面积8.17平方公里，总人口471人，人口密度57.6人/平方公里。